# 哮喘
哮喘（英語：asthma）又稱气喘，是与气道高反应性相关的慢性非特异性炎症性疾病，属I型超敏反应性疾病。主要特征是出现广泛多变的可逆性气流受限，并引起反复发作性的喘息、胸闷、咳嗽等症状，常在夜间或清晨发作、加剧。多自行缓解或经治疗缓解，但也可因支气管痉挛、收缩导致严重呼吸困难。
規律用藥治療、保暖、維持環境濕度及溫度、是氣喘病人日常保養重點，此外保養性藥物非常重要，有助維持病況穩定，即使沒有症狀，也要按時使用，日常有出現任何不適症狀，應於回診時向醫師回報、討論。
普遍認為哮喘是因為基因和环境因素共同导致的。環境因素通常包含：暴露於空氣汙染和过敏原。
其他可能的誘發因子包含阿司匹林和β受体阻滞剂之類的藥物。
对哮喘的诊断通常基于症状的类型、不同时间下对治疗的反应，及呼吸量测定法。医学上对哮喘的严重度分类依据是发病频率、一秒内用力呼吸量（FEV1）和呼气流量峰值來分類。
哮喘也可依致病因分为特应性（外来的）或非特应性（固有的），此處特應性傾向為朝類別1型超敏性反應發展。
當前氣喘無法根治，但可以有效控制。遠離氣喘誘發因子，例如：過敏原和刺激物，並且規律的吸入皮質類固醇對於控制病情十分有幫助。急性症状的治疗通常是通过短效β2激动药（例如沙丁胺醇）和口服皮质类固醇。在极其严重的病例中，才可能需要静脉注射糖皮质激素、硫酸镁和住院治疗。症状可以通过避免触发物来阻止，如过敏原、刺激物、吸入皮質激素的使用。
在哮喘症状得不到控制的情况下，也可以使用β2激动药（LABA）或白三烯拮抗药作为对吸入皮质激素的补充。自20世纪70年代以后，哮喘病已经广泛的流行。2019年，全球約有2.62億人受氣喘影響，大約46萬人因此失去生命。

## 症状
哮喘的症状是喘息、呼吸短促、胸部紧迫胸闷和咳嗽。咳嗽可能會在肺部產生痰液，但痰液通常很難咳出來。在哮喘病复发期间，由于被称为嗜酸性粒细胞的白血球数量升高，可能会出现像脓的物质。晚上和清晨的症状，及对锻炼和冷空气的反应，通常会更加严重。有些哮喘病人对触发物的反应很小，而有些人却有强烈地和持久性的反应。

### 并发症
大多数其它身体状况在哮喘病发时会发生的更频繁，包括：胃食管反流病、鼻窦炎、和阻塞性睡眠呼吸暂停。心理紊乱障碍也更为频繁更常出现的症状是，包括发病率为16-52%发病率的焦虑症和14–41%发病率的情绪障碍。然而還不知道哮喘是否会导致心理问题或心理问题是否会使人得哮喘病。

## 原因
氣喘的產生原因複雜，可能是由基因及尚未完全理解的環境因素相互作用而導致的。其病態生理機轉為因呼吸道阻塞而造成後續的臨床症狀產生，如咳嗽、呼吸困難等等。呼吸道的阻塞可能原因為不正常的呼吸道平滑肌收縮或是肥大、呼吸道的發炎，在發炎部份分別可以看到由噬酸性球浸潤或是噬中性球浸潤這兩大類。
这些因素同时影响其严重性和对治疗的反应。相信近期哮喘病症的增长幅度是由于不断变化的表觀因素（遗传因素导致的，而不是由DNA序列相关因素）和不断变化的环境导致的。

### 环境因素
许多环境因素与哮喘的发展和恶化相关，包括：过敏源、空气污染和其它环境中的化学物质。吸烟与怀孕期吸烟及分娩后吸烟与哮喘相似样症状的巨大风险有相关联。來自交通污染或高臭氧水平的低空氣品質與氣喘發展和增加氣喘嚴重性有關。對暴露於室內揮發性有機物暴露也可能成為氣喘病的病因；例如，對甲醛的吸入，就與氣喘有正相關。同樣，由於PVC中的鄰苯二甲酸酯被視為暴露於大量的內毒素，也因此與兒童與成人的氣喘相關。
哮喘与对室内过敏源的暴露相关。常见的室内过敏源包括：尘螨、蟑螂、动物皮屑和霉菌。降低尘螨的努力已被发现证实无效。年幼的孩子得病毒性呼吸道感染时，可能会增高患引起发展哮喘的风险，如：呼吸道合胞体病毒和鼻病毒。某些其它感染却可以降低这个风险。

#### 卫生假说
卫生假说理论试图解释世界范围内哮喘的增长率，与儿童时期减少对非传染性细菌与病菌的直接和无意识的暴露。其中一假設認為，由於現代人衛生意識的增強及家庭規模的縮小，成為減少了對細菌與病菌的暴露部份原因。支持卫生假说的证据包括在农场里及在养宠物的家庭中哮喘得病轨降低。
早期对抗生素的使用已经与哮喘的发展关联起来。并且，通过剖腹产进行生产也与哮喘增加的风险相关联（风险在20~80%），此风险的产生是由于缺少健康的细菌定植。而新生婴儿只有通过产道才能获得细菌定植。哮喘与富贵程度也有关系。

### 遗传
| 内毒素级别 | CC 基因型 | TT 基因型 |
| ---------- | --------- | --------- |
| 高级别暴露 | 低风险    | 高风险    |
| 低级别暴露 | 高风险    | 低风险    |

家庭遗传是哮喘病中的风险因素，因为有多种不同基因使病因变得复杂。如果一个同卵双生胎中的一人感染了，另一个人感染的几率会达到25%。到2005年底，已发现有25个基因在每6个或更多的分散人群人口中已经与哮喘相关联，包括：GSTM1、IL10、CTLA-4、 SPINK5、LTC4S（白三烯C4合酶）、IL4R和ADAM33。许多这些基因与免疫系统和调节炎症相关。即使这些列出的基因得到了可信度信誉极高的研究的支持，但结果与所有被测试的人并不一致。2006年的一個遗传相关性實驗中，就超过100个基因与哮喘相关；有更多亟待发现。
有些遗传性变异，在与特定环境暴露结合时，可能仅仅会导致哮喘。例如，在特定的在CD14区域中的单核苷酸多态性对内毒素的暴露（一种细菌产物）。内毒素暴露可能来自于与不同的环境源，包括烟草、狗和农场。而得哮喘病的风险是由一个人的基因遗传及内毒素暴露的程度共同决定的。

### 医疗条件
由特应性湿疹、 过敏性鼻炎和哮喘组成的三元组被称为特应性。发展成哮喘病的最大的风险是有特应性疾病的病史，有湿疹或花粉病的患者哮喘病发病几率会非常高。氣喘與自體免疫疾病血管炎一直有關係。患有荨麻疹病史的人也可能会有得哮喘病的经历。
肥胖和得哮喘病的风险也是相互关联的，因为两者近年都持续增长。有些因素可能还在起作用，肥胖所導致的呼吸功能下降，及脂肪组织导致的促炎状态。
β-受体阻滞药药物，如心得安可能在那些易受影响的人中引起哮喘。而心血管選擇性的β-受体阻滞药在那些轻度与中度疾病的患者中表现的还算安全。其它引起问题的药物有ACEI、NSAIDs和酶抑制剂。

### 恶化
某些哮喘病患者的病情在几周或几个月内都很稳定，但突然间会发展成急性哮喘。不同个体对多种致病因子的反应各异。由绝大多数病人的病情都可能因大量致病因子導致疾病嚴重惡化
可导致哮喘病恶化的家庭因素包括灰尘、动物头垢皮屑（尤其是猫狗的毛发）、蟑螂变应原和霉菌。香水是导致女人与孩子急性哮喘的常见因素。上呼吸道的病毒性和细菌性感染会加重病情。心理压力可能会导致症状恶化—人们认为压力会改变免疫系统，并且会增强气道炎症对变应原和刺激物的反应。

## 病理生理学

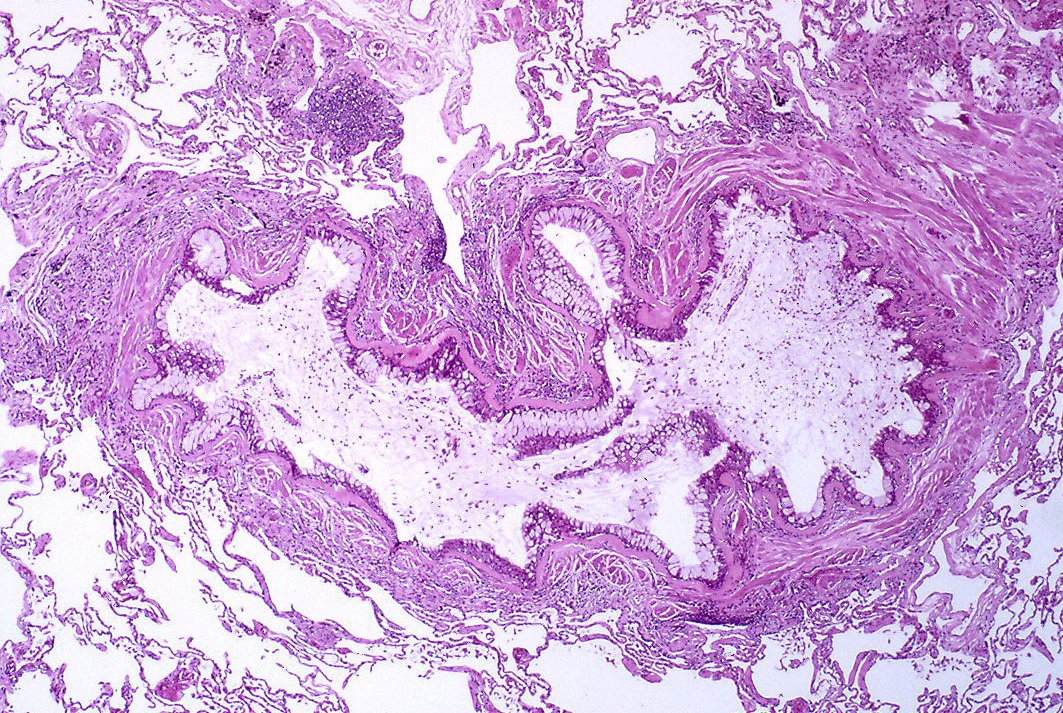
由黏液状的渗出物、杯状细胞化生、和上皮基底膜导致的细支气管内腔阻塞在哮喘病人体内增厚。

哮喘是由气管的慢性炎症引起的。这种慢性炎症导致周围平滑肌的加剧收缩。与其它众多因素相比，平滑肌的收缩导致了气管收缩和典型气喘症状的发作。 无论有无治疗，收缩都是典型的可逆转的。有时气管本身会发生变化。气管的典型变化包括嗜酸性粒細胞数量增加及网状层增厚。  慢慢地，随着黏液腺数量的增长，气管的平滑肌的会增大。其它涉及到的细胞类型包括： T淋巴细胞、 巨噬细胞、和中性粒细胞。 也可能还涉及到免疫系统的其它组成部分： 细胞因子、趋化因子、組織胺和白三烯。

## 诊断
儘管氣喘是一種公認的疾病，但對氣喘的定義還沒有一致認同。全球哮喘防治创议将哮喘定义为「一種異質性疾病，通常以慢性呼吸道發炎為特徵，包含著不同的時間及強度變化的呼吸症狀，如喘息、氣短、胸悶和咳嗽，並伴隨不同程度的呼氣氣流限制」。
目前还没有基于症状类型及随时间推移对治疗的反应的精确的诊断测试。如有以下病史，則應暫緩診斷為氣喘： 复发性喘息、咳嗽或呼吸困难，这些症状的发生或恶化可能是由锻炼、病毒性感染、过敏源或空气污染导致的。之後就可以用呼吸量测定法來诊断确诊哮喘。六岁以下的儿童的哮喘病很难诊断，因为他们太小了无法使用呼吸量测定法。

### 呼吸量测定法
呼吸量测定法是推荐用于哮喘诊断及管理控制的方法。此法是诊断哮喘的唯一最佳测试法。 如果由通过此技术测试的，FEV1在会提高超过12%的支气管扩张相应管理，摄入支气管扩张剂如沙丁胺醇后，改善超过12%，则支持哮喘的对诊断给予支持。 然而，这对有轻度哮喘病史、且当前没有发病的病人该测试结果可能是正常的。单次呼吸气息扩散能力可帮助将哮喘与COPD区分开。每隔一到二年进行一次呼吸量测定法以跟踪病人病情是否得到控制是合理的。

### 陽性支氣管擴張劑（BD）可逆性試驗
陽性支氣管擴張劑可逆性試驗被推薦用於氣喘診斷及管理控制的方法。此法是診斷氣喘的最佳測試法。吸入200~400mcg沙丁胺醇或相當的支氣管擴張劑10-15分鐘後FEV1增加≥12％且增加≥200mL，可確認為氣喘（如果增加>15％且>400mL，愈能確認）。

### 其它
陽性的支氣管激發試驗，部分患者臨床上疑似氣喘，但在初始評估時可能缺乏氣流受限的證據，臨床上經常會進一步安排支氣管激發試驗以評估氣道高反應性， 最常用的是吸入乙醯甲膽鹼（methacholine）。這些支氣管激發試驗對氣喘的診斷具中度敏感性，但特異性有限，以臨床判斷為主。在沒有使用吸入型類固醇 的病人，乙醯甲膽鹼激發試驗結果陰性可用於幫助排除氣喘; 但陽性試驗結果並不表示一定有氣喘，因為許多非氣喘疾病也會讓激發試驗呈現陽性，例如過敏 性鼻炎、肺阻塞、囊性纖維化、支氣管肺發育不良等。
其它支持性证据包括：呼气流量峰值中的区别存在＞20%的变化，至少持续二周，每周三天， a ≥20%吸入通过沙丁胺醇、吸入皮糖质激素或强地松后，对流量峰值后续治疗的提高＞20%，或 a ≥20%流量峰值后期对引发剂的暴露于触发剂后的降低＞20%d。试验呼吸流量峰值比呼吸量测定法更易变，然而，不推荐常规诊断使用。  此法可能对中度或重度疾病的患者对病情每天的监控及对检查新药效果有用。 也可能对引导治疗急性发作有帮助。

### 分类
| 严重程度   | 发病率             | 夜间症状 | 预测的%FEV1 | FEV1 多样性 | SABA 使用 |
| ---------- | ------------------ | -------- | ----------- | ----------- | --------- |
| 间歇性     | ≤2/周              | ≤2/月    | ≥80%        | <20%        | ≤2天/周   |
| 轻度持续性 | >2/周              | 3–4/月   | ≥80%        | 20–30%      | >2天/周   |
| 中度持续性 | 天                 | >1/周    | 60–80%      | >30%        | 天        |
| 重度持续性 | 持续 频率（7×/周） | <60%     | >30%        | ≥两次/天    |           |

哮喘的严重度分类是根据症状频率、每秒用力呼吸量（FEV1），及呼气流量峰值。
哮喘的致病因分类是根据症状是否由过敏源（特应性）或非过敏源（非特应性），而分为特应性（外来的）或非特应性（固有的）。
当基于严重性对哮喘分类时，此时还没有明确的方法在此系统外区分哮喘的不同子类。寻找方法识别子类来响应不同治疗类别是当前哮喘研究的重要目标。
尽管哮喘是阻塞病情病症，但它不是慢性阻塞性肺病的一部分，因为此术语明确指的是不可逆转的疾病的组合类型，例如支气管扩张、慢性支气管炎和肺气肿。與這些疾病不同，氣喘的氣管阻塞通常是可逆的；然而，如果不治疗，由于气管重塑，哮喘的慢性炎症可能会导致肺部阻塞不可逆转。与肺气肿相比，哮喘影响细支气管，而非肺泡。

#### 支气管哮喘
| 致命                  | High PaCO2和/或要求机械通气 | High PaCO2和/或要求机械通气 |
| 生命威胁 （任何一个） |                             |                             |
| 临床症状              | 测量值                      |                             |
| 改变意识水平          | 洪峰 < 33%                  |                             |
| 疲惫                  | 氧饱和度 < 92%              |                             |
| 心律不齐              | PaO2 < 8 kPa                |                             |
| 低血压                | “正常” PaCO2                |                             |
| 苍白病                |                             |                             |
| 沉默肺                |                             |                             |
| 呼气用力不足          |                             |                             |
| 急性重度 （任何一个） |                             |                             |
| 洪峰33–50%            |                             |                             |
| 呼吸率每分钟≥ 25      |                             |                             |
| 心跳率每分钟 ≥ 110次  |                             |                             |
| 不能一口气完成一句话  |                             |                             |
| 中度                  | 恶化的症状                  | 恶化的症状                  |
| 中度                  | 最佳或预计峰值50–80%        |                             |
| 中度                  | 无急性重度哮喘症状          |                             |

急性支气管哮喘通常指“哮喘发作”。典型症状是呼吸短促、喘息和胸部紧迫胸闷。尽管这些是哮喘的典型症状，有些人主要把咳嗽当作主要症状，在重度情况下，空气流通很大程度上可能会被破坏，因此不会听到呼吸喘鸣。
哮喘发作时的症状包括呼吸辅助肌（胸锁乳突肌和脖子颈部斜角肌），可能会有逆脉（脉搏在吸气时微弱，在呼气时变强），及胸腔的充气过量。可能由於缺氧導致皮膚和指甲變藍色。
轻微恶化时，呼气流量峰值（PEFR）为 ≥200 L/分钟或 ≥50%最佳预计预估值。中度被定义为在80和200 L/分钟之间，或25%至50%最佳预计之间最佳预估值之间，而重度被定义为在小于或等于80 L/分钟或小于等于25%最佳预估值预计。
急性重度氣喘，之前以氣喘持續狀態聞名，是指急性氣喘發作，且對支氣管擴張劑和皮質類固醇的正常治療皆無反應。半数发作病例都是由与由于其它因素导致的，原因包括过敏源、空气污染或不充分或不适当使用药物。
脆性哮喘是一种以复发性和重度发作为特征的哮喘。第一种1型脆性哮喘是无论大剂量给药之外的，除强烈药物外宽高峰流量变化的疾病。第二种脆性哮喘是情况得到控制的突发性严重恶化哮喘2型脆性哮喘以控制良好的哮喘为基础，伴以突然严重的恶化。

#### 运动诱发
不管是对于有哮喘的人来说，还是没有哮喘的人来说，运动都可能引起支气管收缩。运动会引起大多数哮喘病人的支气管收缩，也会引起20%非哮喘病人的支气管收缩。在运动员中，这种情况大多发生在优秀的运动员身上，比率从3%的雪橇竞赛者到50%的自行车运动员到60%的越野滑雪者。而且在任何天气条件下都有可能发生，但当遇干燥及冷空气时，会更常发生。吸入 beta2受体激动剂不会提高没有哮喘病的运动员的竞技表现，但是，口服剂量可能会提高他们的持久力及力量。

#### 职业因素
由于工作场地的暴露的结果（或由于工作场地使哮喘恶化），哮喘通常被报道为职业病。但许多案例没有报道或认可为这一类。据估计有5–25%的成人哮喘案例都与工作有关。  几百个不同的原因与最常见物质的相关联，这些物质包括： 异氰酸酯、谷物和木屑、 树脂、焊料、乳胶、动物和醛类。会出现高风险问题的相关职业有：喷漆工、面包师和从事食品加工、 护士、化学工作者、与动物接触的从业人员、电焊工、理发师和木材工人。

### 鉴别诊断
许多其它不同的病症情况也可能引起与哮喘相似的症状。 在儿童中，其它一些上呼吸道疾病，如过敏性鼻炎和鼻窦炎应该被考虑进去，还有其它一些呼吸道阻塞的原因包括： 异物吸入、气管狭窄或喉气管软化、血管环、增大的淋巴结或颈部肿块。在成人中，慢性阻塞性肺病、充血性心力衰竭、呼吸道肿块、以及由血管紧张素转化酶抑制剂导致的药物引起的咳嗽都应当在诊断中被考虑进去。在儿童与成人中，声带功能障碍能仅仅会表现出来的表现可能相似。
慢性阻塞性肺病可与哮喘共存，并且可能以慢性哮喘病的并发症的形式发病。65岁以后，有阻塞性呼吸道疾病的大多數人都會患有氣喘和慢性阻塞性肺病。在此條件下，慢性阻塞性肺病可以通過細支氣管由中氣道中性粒細胞的增加、管壁厚度的異常增大和肌肉光滑度的增加來區分。然而，由於慢性阻塞性肺病與氣喘的處理原則類似，因此通常不會進行此級別的檢查：長效β2受體制效劑（LABA）或長效抗膽鹼藥物（LAMA）與戒菸。。它在症状方面与哮喘极其相似，并与对吸烟的更多暴露、年纪增大、支气管扩张剂管理后的症状可逆性变少，及特应性的家庭历史的可能性降低。

## 预防
目前用以預防氣喘發展的措施，其有效性的證據還很薄弱。有有些成功的措施包括：控制對煙的吸入（不論是在子宮內還是在出生後）、母乳餵養、在日托中心或大家庭中，控制在有煙環境中的暴露，但還沒有足夠的證據支持此觀點。早期接觸寵物可能有幫助。而在其它時期接觸寵物的結果，在有些情況下卻也是不確定的，並且僅建議若對該寵物出現過敏症狀時，應把寵物送走。懷孕期間的飲食限制或母乳餵養沒有效，因此並不作推薦。減少或消除工作場所中為人們所知的化合物可能會有幫助。

## 处理
虽然哮喘尚无治疗方法，但症状可能得到明显的提高改善。应该制定一个特定的、定制的主动监控及管理症状的计划。此计划应该包括减少过敏源暴露的降低、测试以评估症状的严重性及药物的使用。应该写下治疗计划并根据表现的症状建议调整治疗方案。
对哮喘最有效晓的治疗是找到引发哮喘的原因，例如吸烟、宠物、或阿司匹林并减少对这些因素的接触。如果避免接触这些引起哮喘的措施不充分，推荐使用药物治疗。在其它事物中，对药制品剂的选择是基于病情的严重性及症状发生的频率。对哮喘特定的药物在广义上被划分为快速作用的及长期作用的类别。
極少有氣喘症狀、未曾因氣喘而半夜醒來、 過去一年未曾發生惡化、且 FEV1 正常的病人平時不需使用控制型藥物，當氣喘發作時才使用短效乙二型交感神經刺激劑（SABA）治療。如果出現輕度持續性疾病顯現出來（一周二次病發），推荐使用支气管扩张药短期的缓解症状。 在偶发哮喘的情况下，不需要其它的药物。如果出现轻度持续性疾病显现出来（一周二次病发），推荐使用低剂量吸入皮质激素或者口服白三烯拮抗药或肥大细胞稳定剂。对于每天都发病的人来说，应该使用中高剂量的吸入皮质激素合併長效 β 腎上腺素能受體激動劑（LABA）。在中度或嚴重惡化的情況下，長效抗膽鹼藥物（LAMA）與口服糖皮質激素可以加入治療中。

### 改变生活方式
避免接觸誘發病因是提高疾病控制及阻止發病的主要方法。最常见的病因包括过敏源、吸烟（烟草及其它）、空气污染、非选择性β受体阻滞剂、和包含亚硫酸盐的食物。吸烟及吸二手煙（被动吸烟）可能会降低药物的有效性，如：皮质类固醇。尘螨控制措施，包括空气过滤、化学品消除螨虫、真空处理、床垫罩及其它方法对哮喘症状的控制并无完全無效。

### 药物治疗
用于治疗哮喘的药物被分为二大类：快速救援药物用于治疗急性症状；及长期控制药物用于预防病情恶化。
目前氣喘的給藥方式多為吸入劑，提供吸入型藥物治療使用吸入器可分為四大類：
- 壓力定量吸入器（pMDI）
- 乾粉吸入器（DPI）
  - Accuhaler（準納吸入器）
  - Breezhaler（微型吸入器）
- 緩釋型氣霧吸入器（SMI）
  - 噻托溴銨通常用於維持性支氣管擴張劑附加治療
- 霧化器（Nebulizer）
  - 可輕敲霧化器減少殘餘容量，持續慢速呼吸至無氣霧為止[106]

快速作用

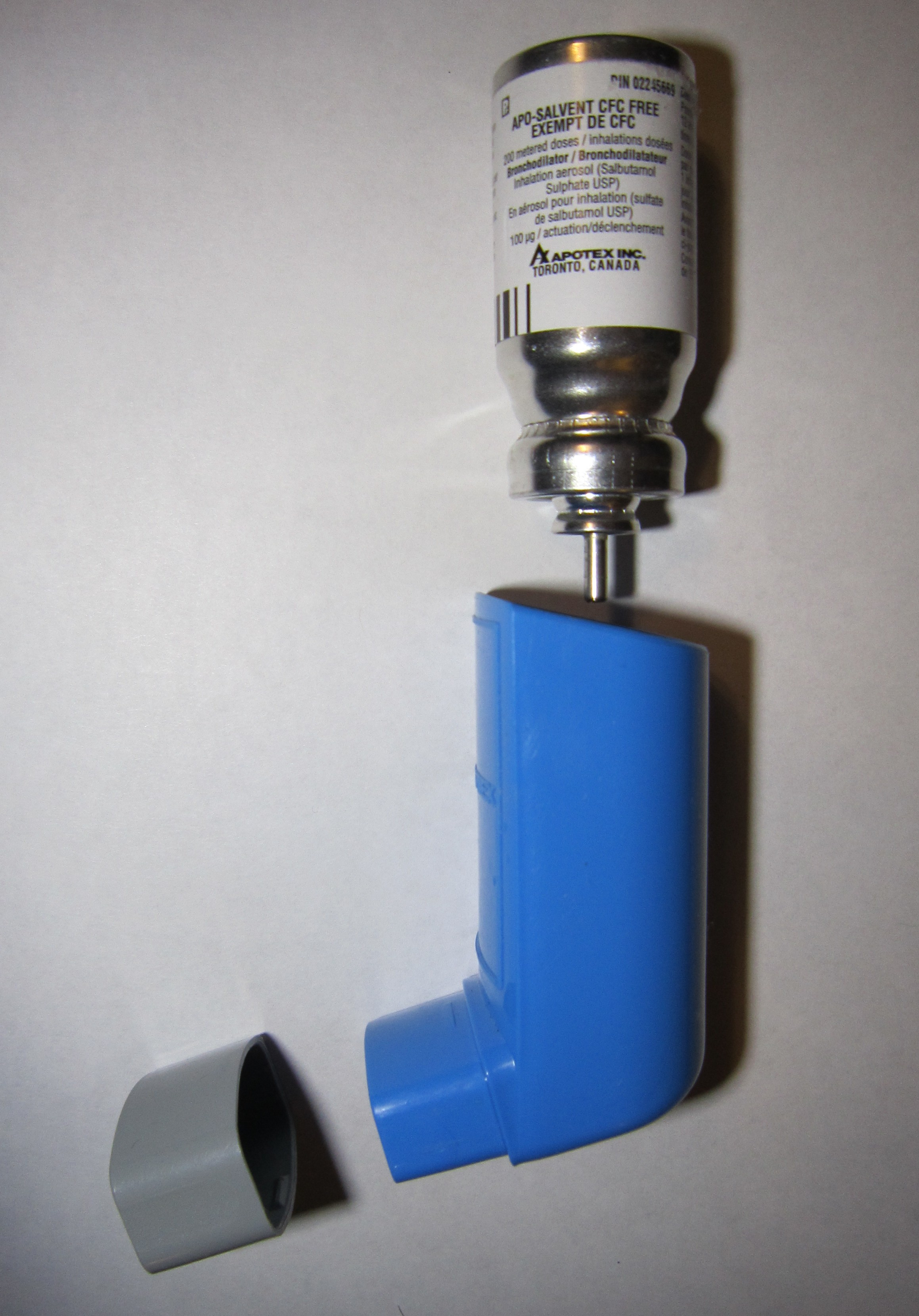
非諾特羅定量雾化吸入器通常用于治疗哮喘病发作。

- 短期作用短效beta2-肾上腺素受体激动剂（SABA），非諾特羅（「備勞喘」Berotec ®）是针对哮喘症状的一线治疗药物。[7]
- 抗胆碱能剂药物，如异丙托溴铵，当用与受体激动剂（SABA）一同在中度与重度症状下使用时，会产生提供更多更大的益处。[7]如果病人无法忍受 SABA，也可以使用抗胆碱能支气管扩张剂。[73]
- 使用时间较长、选择性较少的肾上腺素能受体激动剂，如，吸入肾上腺素，与 SABA 有相似的功效。[107]然而由于对过度心脏刺激的考虑，并不推荐使用。[108]

长期控制

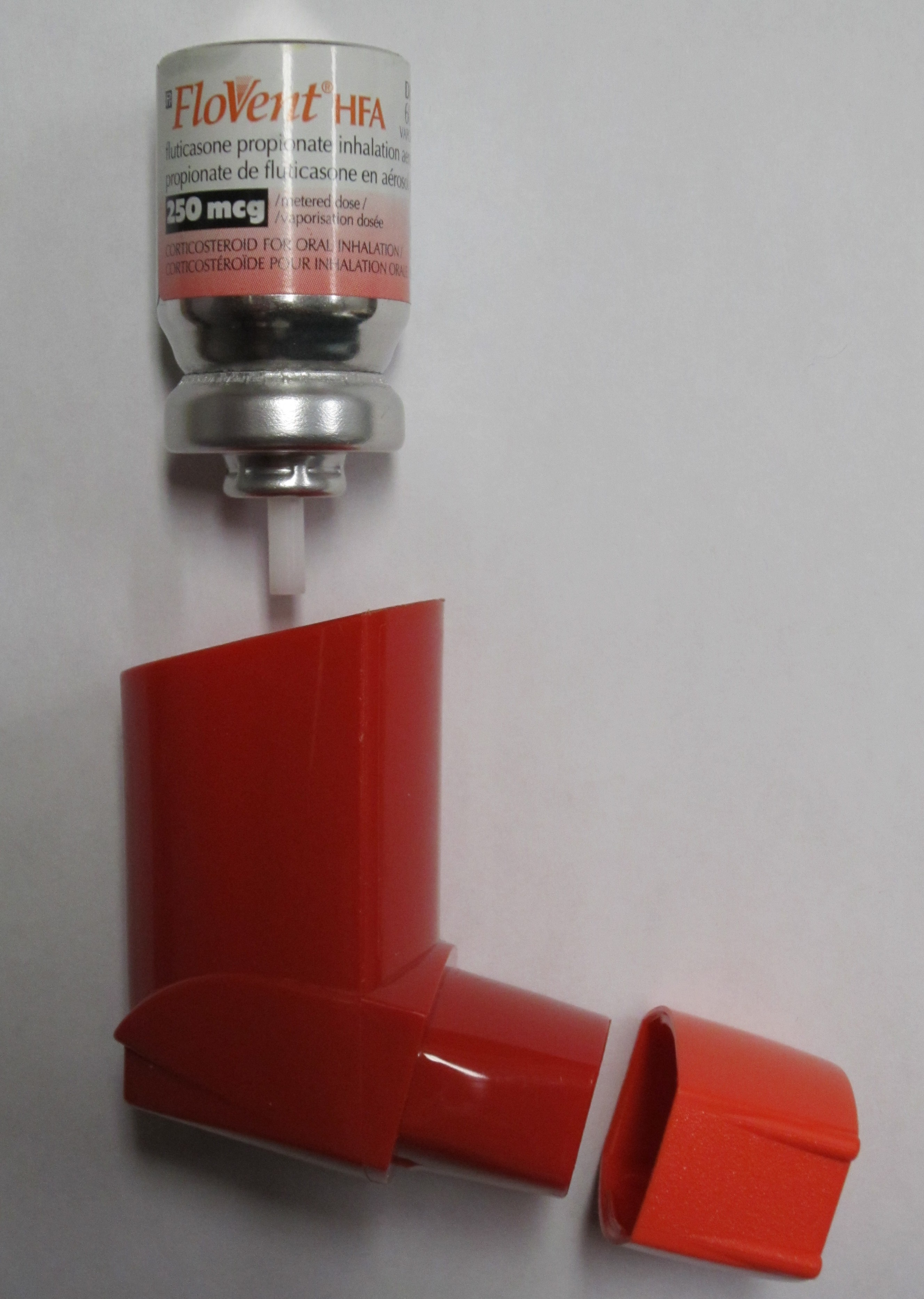
吸入性類固醇搭配長效 β 腎上腺素能受體激動劑的定量雾化吸入器通常用于对病情的长期控制。

- 类固醇通常被认为是对哮喘病长期控制的最有效的治疗。[100]除非在重度持续疾病的情况下会使用口服糖皮质激素，在其它情况下，通常都会采用吸入的形式。[100]通常建议，根据症状的严重性，每天只使用一到两次吸入剂型。[109]
- 长效 β 肾上腺素能受体激动剂（LABA）如沙美特罗和福莫特罗，当于吸入糖皮质激素一同使用时，可提高对哮喘的控制，至少提高在成人中对哮喘的控制。[110]此效果在儿童哮喘病治疗中还不明确。[110][111]在没有类固醇的情况下使用时，会增加严重的副作用的风险，[112]并且甚至与皮质类固醇一同使用时，也会或多或少的增加风险。[113][114]
- 長效抗膽鹼藥物（LAMA）例如噻托溴銨，是一種長效、專一性的抗膽鹼劑，在呼吸道中與平滑肌接受體作用，可使平滑肌放鬆。國際實驗證實，使用吸入性類固醇搭配LABA等控制型藥物治療的氣喘病患，搭配噻托溴銨可以有效降低氣喘的嚴重惡化達31%[115]。於2020年全球氣喘倡議組織（GINA）更新的氣喘照護指引中，也首次加入LAMA可用在每日吸入性類固醇外的附加治療[116]。
- 白三烯拮抗药（例如，孟鲁司特和鲁司特）也可以同吸入糖皮质激素外一同使用，尤其是也可以与于沙美特罗（LABA）共同使用。[100]目前还没有足够的证据支持其在急性恶化中的使用。[117][118]五岁以下的儿童，吸入糖皮质激素后，更倾向于辅助治疗。[119]
- 肥大细胞稳定剂（如色甘酸钠）属于皮质类固醇外，另一个不是首选的选择。[100]

分娩方式给药方式
药物最典型的供给是以定量雾化吸入器（MDIs）与哮喘连接子储雾罐的结合的方式或以干粉吸入剂的方式。连接子储雾罐是一种吸塑圆筒，它将药物与空气混合，使对药物的足量吸入更便利。也可以使用喷雾器。喷雾器和连接子储雾罐在从轻度到中度症状的治疗中有同等功效，但还没有足够的证据二者在对重度总症状的治疗中是否存在差别。
不良反应
以常规剂量长期使用吸入糖皮质激素需承担不良反应的风险。不良反應主要为引发白内障及身高轻微变低。

### 其它
当哮喘对正常药物没有反应时，可以选择其它可用于突发事件管理和预防突然发作的方法。对于突发事件管理，其它选择包括：
- 在饱和度降到92%以下时，可以用氧气用来减轻缺氧。[123]

当用于重度急性哮喘发作的其它治疗时，* 硫酸镁静脉给药已经被证明可以提供支气管扩张效果。
- 氦氧混合气，是氦气和氧气的混合物，也许也可以用于重度的无反应的情况下。[124]
- 静脉给予注射沙丁胺醇并没有现有证据支持，因此只能用于极端情况下。[123]
- 甲基黄嘌呤（例如，茶碱）曾被广泛应用，但并未被添加到对吸入 β激动剂的效果产生显著增强中。[123]在急性恶化状况下的使用有着广泛的争议。[126]
- 分离麻醉药氯胺酮从理论上来讲是有用的，当病人快无法呼吸时，需要使用插管法和人工呼吸；但是，没有临床实验的证据支撑这个理论。[127]

对于患有重度持续哮喘的病人来说，当病情不能被吸入皮质激素控制时，可以尝试受体激动药（LABA）支气管热整形手术是可能的选择。may be an option.这就涉及到将温热热能法通过一系列支气管镜检传递到气道壁。虽然头几个月它有可能增加哮喘病发病频率时，但却有可能会减低后续的发病率。一年以后的效果就无法得知了。

### 替代疗法
许多哮喘病人，如患有其它慢性病的病人，可使用替代疗法；研究表明大约有50%病人使用一些非正统疗法。几乎没有数据证明多数治疗方法的有效性。没有足够的证据支持维生素 C 的使用。不推荐使用针灸疗法，因为没有足够的证据证明它的有效性。空气电离子器没有显示任何证据表明他们能改善哮喘的症状或有益肺部的功能；这同样可用于正极和负极的超声波负离子发生器。
"手法治疗"，包括正骨术、脊椎按摩疗法、物理治疗和呼吸治疗方法，没有足够的证据支撑他们在治疗哮喘中的使用。用来控制换气过度的布捷伊科气功可能会导致药物使用的减少，但是不会对肺功能产生影响。因此一个专家小组觉得没有足够证据支持其使用。

## 預後
哮喘預後通常是很不错的，尤其对病情较轻的儿童来说。在过去的几十年中，由于对病情良好的认识和改善，死亡率已经降低。到2004年，在全球范围内导致了1亿9千4百万人患中度或重度残疾（其中，1千6百万都来自低收入和中等收入国家）。在儿童时期诊断的哮喘病，半数病人在十年之内都不用再确诊。对气道重塑进行观察，但是不知道这些是否会带来有害或是有益的改变。由皮质类固醇进行的早期治疗应该可以阻止或改善肺功能衰竭。

## 流行病学
| 无数据 <1% 1-2% 2-3% 3-4% 4-5% 5-6% | 6-7% 7-8% 8-10% 10-12.5% 12.5–15% >15% |

2004年全球哮喘发病率
无数据
<1%
1-2%
2-3%
3-4%
4-5%
5-6%
6-7%
7-8%
8-10%
10-12.5%
12.5–15%
>15%

2019年，全球約有2.62億人受氣喘影響，大約46萬人因此失去生命。不同国家的哮喘得病率不同，流行率在1%到18%之间。这在发达的比在发展中国家更常见。因此会发现得病率在亚洲、东欧和非洲较低。在发达国家，生活贫困的人中得病率比较高，而在发展中国家，生活富裕的人得病率比较高。这些现象产生的原因還们无法得知。低收入及中等收入家庭的死亡率达到80%以上。
尽管患有哮喘的男孩数量是女孩的两倍，重度哮喘的发病率却是相同的。与此相反，成年妇女患有哮喘的机率比成年男子高，并且比起年老的成年人，在年轻的成人中更常见。哮喘在各年龄组均有分布。儿童高于青壮年，3岁左右出现一个发病高峰；老年人群再次出现增高趋势。14岁以前，男女患病比例大概是2:1，成年期之后女性患病率反而高于男性。在一个家族中，后出生者的患病率较先出生者的低。原因请参见上文“卫生假说”。约40％的患者有阳性家族史，亲缘关系越近，患病风险越高；先证者病情越重，亲属患病率越高，病情也越重。
全球范围内的哮喘得病率在20世纪60年代和2008年之间大幅增长，并自20世纪70年代被认为是主要的公众健康问题。
哮喘在发达国家的罹患率高于发展中国家，城市高于农村。这提示本病与城市化有一定关系。在其它类型的过敏性疾病中，也可以看到这种现象，这提示伴随城市化而来的致病因素，其影响是遍及全身的。从20世界90年代开始，哮喘的得病率在发达国家趋于平稳，而在发展中国家快速增长。。发展中国家的患病率仍处于上升阶段。提示人群的哮喘患病率可能存在上限，这个上限或许反映的是哮喘易感基因的携带率。哮喘影响了美国大约7%的人口，影响了英国大约5%的人口。加拿大、澳大利亚和新西兰的发病率在14%~15%。

## 历史
哮喘早在古埃及就已发现，當時治疗方法是饮用名为西腓（Kyphi）的香料混合物。哮喘的英文名稱asthma的詞源是古希臘文aazein，意指「急促的呼吸」，這個名詞首次出現於《木馬屠城記》。到公元前450年时，希波克拉底正式的以特定呼吸道问题來為哮喘命名，以希腊词“喘息（panting）”作为现代名称的基础。希波克拉底發現類似哮喘的症狀多半是發生在園丁者和金屬工身上。公元前200年時，人们認為有些哮喘可能是是与情绪有关。公元200年左右，盖伦寫了關於哮喘的文章，特別提及它是由不完全或完全的支氣管阻礙所造成。1190年時猶太教教士與醫師摩西·迈蒙尼德寫了一篇有關哮喘的預防、診斷和治療的論文。17世紀時義大利醫師伯纳迪诺·拉马齐尼注意到了哮喘和有機粉塵之間的關連。
在1873年，现代医学中第一批有关此主题的论文尝试地解释了此病的病理生理学，而在1872年就有一篇论文提到说哮喘可以通过使用氯仿搽剂揉搓胸部得到治愈。在1880年，药物治疗总结了静脉药剂，被称为匹鲁卡品。在1886年，博斯沃思总结出哮喘与花粉病之间的关联。肾上腺素在1905年首次被引入到哮喘的治疗中。口服类固醇在20世纪50年代开始用于治疗哮喘，而吸入性皮质类固醇和选择性的短效 β 受体激动剂在20世纪60年代得到广泛应用。
在20世纪30到50年代，哮喘被列為「神圣的七种身心病」（"holy seven" psychosomatic illnesses）之一。哮喘的病因被认为是由心理原因导致的，而且治疗也能通过心理分析和其它谈话疗法为基础。由于心理分析师把哮喘解释为孩子由于母亲的原因而压抑的哭声，他们认为治疗抑郁症对患有哮喘的病人来说尤其重要。
1901年開始使用支氣管擴張劑來治療哮喘，而直到60年代開始發現到哮喘不只是單純的支氣管收縮，而是一連串的發炎反應，因此才將消炎藥加入療程之中。

## 外部連結
- 氣喘照護手冊
- 天氣轉涼！口罩戴不住，咳嗽咳不停，當心肺部警訊　胸腔專科醫師圖文解說 （页面存档备份，存于）
- 中的“哮喘”